# Навчально-тренувальні збори
Навчально-тренувальні збори — спортивні заходи, що здійснюються організаторами для підготовки спортсменів до участі у спортивних змаганнях.
Мета навчально-тренувальних зборів, їх тривалість та максимальна кількість спортсменів, які беруть у них участь, визначається відповідно до Класифікації навчально-тренувальних зборів з урахуванням індивідуальних планів підготовки спортсменів на відповідний рік.
Кількість учасників, які залучаються до навчально-тренувального збору, залежить від специфіки виду спорту та визначається, виходячи із фінансових можливостей організатора заходу та з урахуванням дотримання учасниками заходу правил безпеки. Учасників навчально-тренувального збору можуть забезпечувати необхідним спортивним інвентарем та обладнанням організатори.

## Навчально-тренувальні збори бувають
- Із спеціальної підготовки, де основний обсяг роботи спрямований на спеціально-технічну та тактичну підготовку спортсменів;
- Зі загальної фізичної підготовки, де основний обсяг роботи спрямований на розвиток фізичних якостей з урахуванням специфіки виду спорту;
- Зі поглибленого медичного огляду, основним завданням яких є визначення функціональних та фізичних можливостей спортсмена;
- Відновлювальні (реабілітаційні), спрямовані на покращення фізичного та психологічного стану спортсменів, відновлення, корекцію та компенсацію фізичних затрат, які вони понесли під час участі у спортивних змаганнях.